# Ljusnarsberg (Gemeinde)
Koordinaten: 59° 53′ N, 14° 59′ O

Ljusnarsberg ist eine Gemeinde (schwedisch kommun) in der schwedischen Provinz Örebro län und der historischen Provinz Västmanland. Der Hauptort der Gemeinde ist Kopparberg.

## Geographie
Die Gemeinde ist durch erzführendes Vulkangestein gekennzeichnet. Im Osten der Gemeinde kann man auch Granit antreffen. Dieser oftmals aufgerissene Felsgrund ist von einer Moräne bedeckt, auf der Nadelwald wächst. In den Tälern gibt es häufig Moore. An vielen Stellen wurde der Wald für den Bergbau abgeholzt, doch im östlichen Teil der Gemeinde gibt es noch ein zusammenhängendes Waldgebiet mit vielen Seen. Der Fluss Nittälven hat in seinem Tal stärkere Sedimente angeschwemmt. Dort wechseln sich Stromschnellen und Zonen, in denen der Fluss mäandert, ab.

## Geschichte
Aus der Steinzeit sind einige Wohnplätze bekannt. Die heutige Bebauung entstand im 17. Jahrhundert im Zusammenhang mit dem aufkommenden Bergbau und erreichte ihre Blüte im 18. Jahrhundert mit einer großen Anzahl Gruben und Werkstätten. Die zugehörige Kirchengemeinde erhielt 1635 eine Kirche und kennzeichnete sich dadurch aus, dass die Priester Finnisch sprachen. Auch zu Beginn des 20. Jahrhunderts war der Bergbau die entscheidende Einnahmequelle und im Ort Bångbro lag ein großes Eisenwerk, das 1987 geschlossen wurde.
Ab 1960 wurden die Gruben nach und nach stillgelegt. Die letzte Grube des Hauptortes wurde 1975 geschlossen und  1978 endete die letzte Eisenerzgrube der Gemeinde. Bis 1989 existierte noch eine Grube, in der Scheelit abgebaut wurde, doch nach deren Stilllegung war diese langjährige Industrietradition beendet.

## Wirtschaft
Nach der Stilllegung aller Bergbaugruben wurde eine Firma, die Fiberprodukte herstellt, der größte Arbeitgeber der Gemeinde. Des Weiteren wird die Wirtschaft der Gemeinde von einer Brauerei, vielen kleinen Unternehmen und dem öffentlichen Sektor geprägt. Durch den Bergbau und dessen Niedergang sind die Krankheitsrate und die Arbeitslosigkeit besonders hoch.

## Sehenswürdigkeiten
Die Kirche der Kirchengemeinde Ljusnarsberg wurde von der Wochenzeitung „Året Runt“ als schönste Kirche Schwedens ausgezeichnet. Auch die Holzkirche im Ort Hörken ist sehenswert. Die Wohnhöfe der Bergmänner sind an einigen Stellen der Gemeinde erhalten. Dabei ist der Hof Södra Finnfall erwähnenswert, der 10 km östlich von Kopparberg liegt. Hier sind verschiedene Häuser aus dem 17. Jahrhundert zu sehen.
Ein Abstecher lohnt sich auch zur Hütte Östra Born, die beim Ort Ställdalen liegt. Außerhalb von Kopparberg gibt es einen „Grubenpark“, wo man die benutzte Technik an einer Stelle gesammelt hat.

## Orte
Folgende Orte sind Ortschaften (tätorter):
- Kopparberg
- Ställdalen